# De Upside van Down
De Upside van Down is een fotoboek uit 2008 van Eva Snoijink waarin 101 kinderen met het syndroom van Down geportretteerd worden. De foto's zijn voorzien van begeleidende citaten van de ouders. 
Eva Snoijink, die als fotografe werkt onder de naam mevrouw Fluitekruidje, kreeg een opdracht van ouders van een meisje met het syndroom van Down om het kind te fotograferen. Ze merkte dat het negatieve beeld dat ze had over het syndroom niet klopte met de werkelijkheid. Toen ze hoorde over de combinatietest die aan iedere zwangere vrouw wordt aangeboden en het syndroom van Down bij embryo's kan aantonen, besloot ze aan te tonen dat het syndroom niet zo erg is als mensen denken. 
Aanvankelijk zou het een expositie worden van vijftien foto's, maar het project groeide uit tot een boek met 101 foto's, een expositie en een bijbehorende stichting. Op 26 november 2008 ontving Wendy van Dijk het eerste exemplaar in het Patronaat in Haarlem. 
Van ieder verkocht boek gaat € 5,- naar de gelijknamige stichting die ijvert voor een positievere beeldvorming van het downsyndroom. 
Het boek wordt uitgegeven door uitgeverij het Spectrum, ISBN 9789049100292. Daarnaast is het ter inzage in de wachtruimte aangeboden aan alle Nederlandse verloskundigen en gynaecologen.